# Nassarius guaymasensis
Nassarius guaymasensis är en snäckart som först beskrevs av Henry Augustus Pilsbry och Lowe 1932.  Nassarius guaymasensis ingår i släktet nätsnäckor, och familjen Nassariidae. Inga underarter finns listade i Catalogue of Life.